# Egiptul în Evul Mediu
În urma cuceririi islamice din 639, Egiptul de Jos a fost condus la început de guvernatori care acționau în numele califilor Rashidun și apoi al califilor Omeiazi din Damasc, dar în 747, aceștia au fost înlăturați. Pe toată durata dominației islamice, Askar a fost numită capitală și a găzduit administrația conducătoare. Cucerirea a dus la crearea a două provincii separate, toate sub un singur conducător: Egiptul de Sus și Egiptul de Jos. Aceste două regiuni foarte distincte au fost guvernate de militari și au urmat cerințele transmise de guvernatorul Egiptului și impuse de șefii comunităților lor.
Egiptul a fost condus de mai multe dinastii de la începutul controlului islamic, în 639, până la începutul secolului al XVI-lea. Perioada omeiadă a durat din 658 până în 750. Perioada abbasidă, care a urmat, a fost mult mai concentrată pe taxe și pe centralizarea puterii. În 868, tulunizii, conduși de Ahmad ibn Tulun, au extins teritoriul Egiptului până în Levant. Acesta va domni până la moartea sa, în 884. După ani de tulburări sub succesorul lui Ahmad ibn Tulun, mulți cetățeni au fugit înapoi la abbasizi, iar în 904 aceștia aveau să recupereze puterea de la tulunizi. În 969, Egiptul a intrat sub controlul fatimizilor. Această dinastie va începe să se stingă după moartea ultimului lor conducător în 1171.
În 1174, Egiptul a intrat sub stăpânirea ayyubizilor, care au condus Egiptul de la Damasc, nu de la Cairo. Această dinastie a luptat împotriva statelor cruciate în timpul celei de-a cincea cruciade. Sultanul ayyubid Najm al-Din a recucerit Ierusalimul în 1244. El a introdus forțe mameluce în armata sa pentru a-i ține la distanță pe cruciați. Această decizie avea să fie una pe care a regretat-o. Ayyubizii au fost răsturnați de gărzile lor de corp, cunoscuți sub numele de mameluci, în 1252 și au domnit până în 1517, când Egiptul a devenit parte a Imperiului Otoman, în cadrul provinciei Egiptului.

## Perioada islamică timpurie

### Cucerirea musulmană a Egiptului
Muhammad, 622–632
     Califatul Rashidun, 632–661
     Califatul Omeiad, 661-750

Perioada primelor câtorva califate
Muhammad, 622–632
Califatul Rashidun, 632–661
Califatul Omeiad, 661-750

În 639, o armată de aproximativ 4.000 de oameni a fost trimisă împotriva Egiptului de către cel de-al doilea calif, Umar, sub comanda lui Amr ibn al-As. Acestei armate i s-au alăturat alți 5.000 de oameni în 640 și au învins o armată bizantină în bătălia de la Heliopolis. Amr a pornit apoi în direcția Alexandriei, care i-a fost cedată printr-un tratat semnat la 8 noiembrie 641. Alexandria a fost recucerită pentru Imperiul Bizantin în 645, dar a fost recucerită de Amr în 646. În 654, o flotă de invazie trimisă de Constans al II-lea a fost respinsă. Din acel moment, bizantinii nu au mai depus niciun efort serios pentru a reintra în posesia țării.

### Administrația Egiptului islamic timpuriu
În urma primei capitulări din Alexandria, Amr a ales un nou loc pentru a-și stabili oamenii, în apropierea locației fortăreței bizantine Babilon. Noua așezare a primit numele de Fustat, după cortul lui Amr, care fusese amplasat acolo atunci când arabii au asediat fortăreața. Fustat a devenit rapid punctul central al Egiptului islamic și, cu excepția scurtei relocări la Helwan în timpul unei epidemii de ciumă din 689 și a perioadei 750-763, când sediul guvernatorului s-a mutat la Askar, a devenit capitala și reședința administrației. După cucerire, țara a fost inițial împărțită în două provincii, Egiptul de Sus (al-sa'id) și Egiptul de Jos cu Delta Nilului (asfal al-ard). Cu toate acestea, în 643/4, califul Usman a numit un singur guvernator (valiu) cu jurisdicție asupra întregului Egipt, cu reședința la Fustat. La rândul său, guvernatorul urma să numească adjuncți pentru Egiptul de Sus și Egiptul de Jos. Alexandria a rămas un district distinct, reflectând atât rolul său de scut al țării împotriva atacurilor bizantine, cât și rolul de bază navală majoră. Era considerată o fortăreață de frontieră (ribat) aflată sub conducerea unui guvernator militar având și o garnizoană puternică, un sfert din garnizoana provinciei servind acolo prin rotație semestrială. Alături de valiu, exista și comandantul poliției (ṣāḥib al-shurṭa), responsabil de securitatea internă și de comanda jundului (armatei).
Principalul pilon al dominației și controlului musulman timpuriu în țară a fost forța militară, sau jund, alcătuită din coloniști arabi. Aceștia au fost inițial bărbații care l-au urmat pe Amr și au participat la cucerire. Urmașii lui Amr proveneau în principal din triburile yamani (sudul Arabiei), mai degrabă decât din triburile arabe din nord (Qays), care erau foarte puțin reprezentate în provincie; aceștia au fost cei care au dominat conducerea țării în primele două secole de dominație musulmană. Inițial, aceștia erau în număr de 15.500, dar numărul lor a crescut prin emigrarea din deceniile următoare. Până în timpul califului Muawiya (r. 661-680), numărul bărbaților înregistrați pe registrele armatei și care aveau dreptul la o solda anuală a ajuns la 40.000. Invidioși pe privilegiile și statutul lor, care le dădeau dreptul la o parte din veniturile locale, membrii jundului au închis apoi practic registrul pentru noi înscrieri. Abia după pierderile din cea de-a doua Fitna registrele au fost actualizate și, ocazional, guvernatorii adăugau soldați în masă pe liste ca mijloc de a obține sprijin politic.
În schimbul unui tribut foarte mic de bani (0,5% din taxa Jizia pentru unii oameni liberi) și a hranei pentru trupe, locuitorii creștini ai Egiptului erau scutiți de serviciul militar și lăsați liberi în ceea ce privește practicarea religiei și administrarea afacerilor lor.
Convertirile copților la islam au fost inițial rare, iar vechiul sistem de impozitare a fost menținut pentru cea mai mare parte a primului secol islamic. Vechea împărțire a țării în districte (nome) a fost menținută, iar locuitorilor acestor districte li se adresau cererile direct de către guvernatorul Egiptului, în timp ce șeful comunității - în mod obișnuit un copt, dar în unele cazuri un egiptean musulman - era responsabil de respectarea cererii.

### Perioada omeiadă
În timpul marii schisme a islamului, califul Ali (r. 656-661) l-a numit pe Muhammad ibn Abi Bakr guvernator al Egiptului, dar Amr a condus o invazie în vara anului 658 care l-a învins pe Ibn Abi Bakr și a asigurat țara pentru omeiazi. Amr a ocupat apoi funcția de guvernator până la moartea sa în 664. Din 667-668 până în 682, provincia a fost guvernată de un alt partizan fervent pro-omeiad, Maslama ibn Mukhallad al-Ansari. În timpul celei de-a doua Fitna, Ibn al-Zubayr a obținut sprijinul kharijilor din Egipt și a trimis în provincie un guvernator al său, Abd al-Rahman ibn Utba al-Fihri. Regimul lui Zubayrid, susținut de kharijiți, a fost foarte nepopular în rândul arabilor locali, care au apelat la ajutorul califului omeiad Marwan I (r. 684-685). În decembrie 684, Marwan a invadat Egiptul și l-a recucerit cu o relativă ușurință. Acesta l-a instalat pe fiul său Abd al-Aziz ca guvernator. Bazându-se pe legăturile sale strânse cu jundul, Abd al-Aziz a condus țara timp de 20 de ani, bucurându-se de o largă autonomie și guvernând ca un vicerege de facto. Abd al-Aziz a supervizat, de asemenea, finalizarea cuceririi musulmane a Africii de Nord; el a fost cel care l-a numit pe Musa ibn Nusayr în funcția de guvernator al Ifriqiya. Abd al-Aziz a sperat să fie succedat de fiul său, dar când a murit, califul Abd al-Malik (685-695) și-a trimis propriul fiu, Abdallah, în funcția de guvernator, într-o mișcare de reafirmare a controlului și pentru a împiedica devenirea țării ca un domeniu ereditar.
Abd al-Malik ibn Rifa'a al-Fahmi, în 715, și succesorul său Ayyub ibn Sharhabil, în 717, au fost primii guvernatori aleși din cadrul jund, și nu din rândul membrilor familiei sau curții omeiade. Se pare că ambii au sporit presiunea asupra copților și au inițiat măsuri de islamizare. Resentimentele copților față de impozitare au dus la o revoltă în 725. În 727, pentru a întări reprezentarea arabă, a fost înființată o colonie de 3.000 de arabi lângă Bilbeis. Între timp, folosirea limbii arabe a câștigat constant teren, iar în 706 a fost transformată în limba oficială a guvernului. Araba egipteană, accentul arab modern al Egiptului, a început să se formeze. Alte revolte ale copților sunt consemnate pentru anii 739 și 750, ultimul an al dominației omeiade. În toate cazurile, revoltele sunt atribuite creșterii fiscalității.

### Perioada abbasidă
Perioada abbasidă a fost marcată de noi impozite, iar copții s-au revoltat din nou în al patrulea an de dominație abbasidă. La începutul secolului al IX-lea, practica de a conduce Egiptul prin intermediul unui guvernator a fost reluată sub conducerea lui Abdallah ibn Tahir, care a decis să locuiască la Bagdad, trimițând un adjunct în Egipt pentru a guverna în locul său. În 828 a izbucnit o altă revoltă egipteană, iar în 831 copții s-au alăturat musulmanilor autohtoni împotriva guvernului.
O schimbare majoră a avut loc în 834, când califul al-Mu'tasim a întrerupt practica plății jundului din veniturile locale, deoarece, în mod nominal, aceștia încă formau garnizoana provinciei. Al-Mu'tasim a întrerupt această practică, eliminând familiile arabe din registrele armatei și ordonând ca veniturile Egiptului să fie trimise guvernului central, care urma să plătească doar trupelor turcești staționate în provincie. Aceasta a fost o mișcare în direcția centralizării puterii în mâinile administrației centrale califale, dar a semnalat și declinul vechilor elite și trecerea puterii în mâinile oficialilor trimiși în provincie de curtea abbasidă, mai ales a soldaților turci favorizați de al-Mu'tasim. Cam în același timp, pentru prima dată, populația musulmană a început să-i depășească numeric pe creștinii copți, iar de-a lungul secolului al IX-lea districtele rurale au fost din ce în ce mai mult supuse atât arabizării, cât și islamizării. Rapiditatea acestui proces și afluxul de coloniști după descoperirea minelor de aur și smarald de la Assuan au făcut ca Egiptul de Sus, în special, să fie controlat doar superficial de către guvernatorul local. Mai mult, persistența luptelor interne și a tulburărilor din inima statului abbasid - așa-numita „Anarhie de la Samarra” - a dus la apariția unor mișcări revoluționare milenariste în provincie sub o serie de pretendenți alizi în anii 870. În parte, aceste mișcări au fost o expresie a nemulțumirii și a înstrăinării față de dominația imperială a Bagdadului; aceste sentimente se vor manifesta în sprijinul pe care mai mulți egipteni îl vor acorda pentru fatimizi în secolul al X-lea.

### Perioada tulunidă

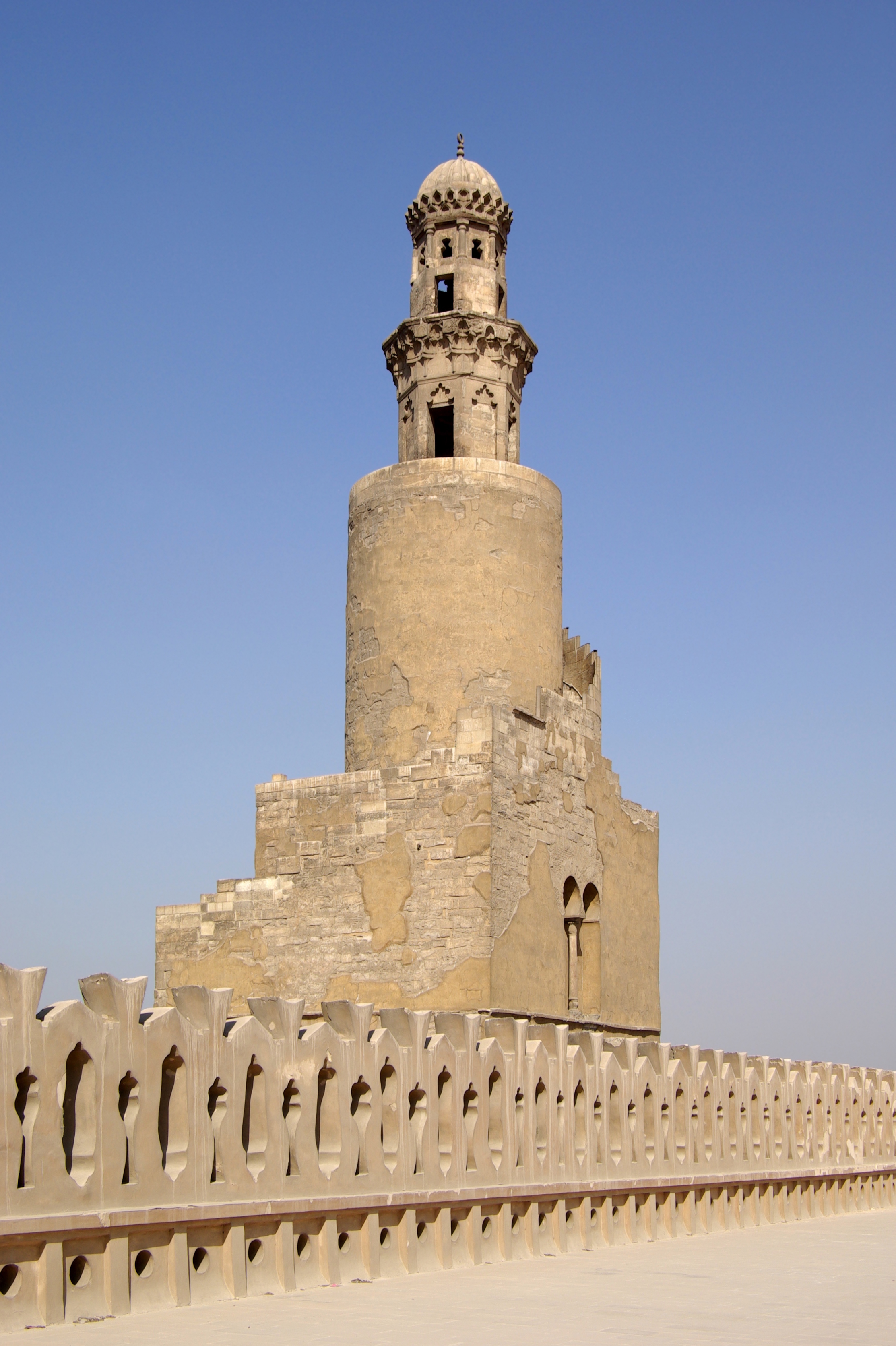
Minaret în spirală la Moscheea lui Ibn Tulun în Cairo

În 868, califul al-Mu'tazz (a domnit între 866-869) i-a încredințat conducerea Egiptului generalului turc Bakbak. La rândul său, Bakbak l-a trimis pe fiul său vitreg, Ahmad ibn Tulun, ca locotenent și guvernator rezident. Această numire a deschis o nouă eră în istoria Egiptului: până atunci o provincie pasivă a unui imperiu, sub conducerea lui Ibn Tulun va reapărea ca un centru politic independent. Ibn Tulun avea să folosească bogăția țării pentru a-și extinde dominația în Levant, după un model urmat de regimurile egiptene ulterioare, de la Ikhșidizi la sultanatul mameluc.
Primii ani de guvernare ai lui Ibn Tulun au fost dominați de lupta sa pentru putere cu puternicul șef al administrației fiscale, Ibn al-Mudabbir. Acesta din urmă fusese numit agent fiscal (ʿāmil) încă din cca. 861, și devenise rapid cel mai detestat om din țară, deoarece a dublat taxele și a impus altele noi atât musulmanilor, cât și nemusulmanilor. Până în 872, Ibn Tulun a obținut demiterea lui Ibn al-Mudabirbir și a preluat el însuși conducerea fiscului, reușind să adune o armată proprie, devenind astfel de facto independent de Bagdad. Ca semn al puterii sale, în 870 a înființat un nou oraș palat la nord-est de Fustat, numit al-Qata'i, în 870. Proiectul a fost o emulație conștientă și un rival al capitalei abbaside Samarra, cu cartiere alocate regimentelor armatei sale, un hipodrom, un spital și palate. Piesa centrală a noului oraș a fost Moscheea lui Ibn Tulun. Ibn Tulun a continuat să imite modelul familiar Samarra și în stabilirea administrației sale, creând noi departamente și încredințându-le funcționarilor pregătiți la Samarra. Regimul său a fost în multe privințe tipic pentru sistemul ghulām care a devenit una dintre cele două paradigme principale ale politicilor islamice în secolele al IX-lea și al X-lea, pe măsură ce Califatul abbasid s-a fragmentat și au apărut noi dinastii. Aceste regimuri se bazau pe puterea unei armate regulate compuse din soldați sclavi sau ghilmān, dar, la rândul lor, potrivit lui Hugh N. Kennedy, „plata trupelor era principala preocupare a guvernului”. Prin urmare, în contextul creșterii cerințelor financiare, în 879, supravegherea finanțelor a trecut în mâinile lui Abu Bakr Ahmad ibn Ibrahim al-Madhara'i, fondatorul dinastiei birocratice al-Madhara'i, care a dominat aparatul fiscal al Egiptului pentru următorii 70 de ani. Pacea și securitatea asigurate de regimul tulunian, înființarea unei administrații eficiente și reparațiile și extinderile sistemului de irigații, împreună cu un nivel constant ridicat al inundațiilor Nilului, au dus la o creștere majoră a veniturilor. Până la sfârșitul domniei sale, Ibn Tulun a acumulat o rezervă de zece milioane de dinari.
Ascensiunea lui Ibn Tulun a fost facilitată de slăbiciunea guvernului abbasid, amenințat de ascensiunea safarzilor din est și de rebeliunea Zanj din Irak, și divizat din cauza rivalității dintre califul al-Mu'tamid (care a domnit între 870-892) și fratele său din ce în ce mai puternic și regent de facto, al-Muwaffaq. Conflictul deschis dintre Ibn Tulun și al-Muwaffaq a izbucnit în 875-876. Acesta din urmă a încercat să îl alunge pe Ibn Tulun din Egipt, dar expediția trimisă împotriva lui abia a ajuns în Siria. Ca represalii, cu sprijinul califului, în 877-878, Ibn Tulun a primit responsabilitatea pentru întreaga Sirie și pentru districtele de frontieră din Cilicia. Ibn Tulun a ocupat Siria, dar nu a reușit să cucerească orașul Tars din Cilicia și a fost nevoit să se întoarcă în Egipt din cauza revoltei eșuate a fiului său cel mare, Abbas. Ibn Tulun l-a întemnițat pe Abbas și l-a numit moștenitor pe cel de-al doilea fiu al său, Khumarawaih. În 882, Ibn Tulun a fost aproape de a face ca Egiptul să devină noul centru al califatului, când al-Mu'tamid a încercat să fugă pe domeniile sale. În acest caz, însă, califul a fost depășit și l-a adus înapoi la Samarra (februarie 883) și pus sub controlul fratelui său. Acest lucru a deschis din nou falia dintre cei doi conducători: Ibn Tulun a organizat o adunare a juriștilor religioși la Damasc care l-a denunțat pe al-Muwaffaq drept uzurpator, a condamnat maltratarea califului, a declarat locul său în succesiune ca fiind nul și a cerut un jihad împotriva sa. Al-Muwaffaq a fost denunțat în mod corespunzător în predicile din moscheile din toate domeniile tulunide, în timp ce regentul abbasid a răspuns la fel cu un denunț ritual al lui Ibn Tulun. Ibn Tulun a încercat apoi încă o dată, din nou fără succes, să își impună domnia asupra Tarsului. S-a îmbolnăvit în călătoria de întoarcere în Egipt și a murit la Fustat la 10 mai 884.

Hartă a domeniilor tulunide spre sfârșitul domniei lui Khumarawayh

La moartea lui Ibn Tulun, Khumarawayh, cu sprijinul elitelor tuluniene, i-a succedat fără opoziție. Ibn Tulun i-a lăsat moștenitorului „o armată experimentată, o economie stabilă și o coterie de comandanți și birocrați experimentați”. Khumarawayh a reușit să își păstreze autoritatea în fața încercării abbasizilor de a-l răsturna în Bătălia de la Tawahin și chiar a obținut câștiguri teritoriale suplimentare, recunoscute într-un tratat cu al-Muwaffaq în 886, care le-a acordat tulunizilor guvernarea ereditară asupra Egiptului și Siriei timp de 30 de ani. Ascensiunea fiului lui al-Muwaffaq, al-Mu'tadid, drept calif în 892 a marcat o nouă apropiere, culminând cu căsătoria fiicei lui Khumarawayh cu noul calif, dar și cu revenirea provinciilor Diyar Rabi'a și Diyar Mudar sub control califal. Pe plan intern, domnia lui Khumarawayh a fost una de „lux și decădere” (Hugh N. Kennedy), dar și o perioadă de relativă liniște atât în Egipt, cât și în Siria, un eveniment destul de neobișnuit pentru acea perioadă. Cu toate acestea, cheltuielile extravagante ale lui Khumarawayh au epuizat fiscul, iar în momentul asasinării sale în 896, tezaurul tulunid era gol. După moartea lui Khumarawayh, luptele interne au secătuit puterea tulunizilor. Jaysh, fiul lui Khumarawayh, era un bețiv care și-a executat unchiul, Mudar ibn Ahmad ibn Tulun; acesta a fost destituit după numai câteva luni și înlocuit de fratele său Harun ibn Khumarawayh. Harun a fost și el un conducător slab și, deși o revoltă a unchiului său Rabi'ah din Alexandria a fost reprimată, tulunizii nu au fost în măsură să facă față atacurilor karmațienilor care au început în același timp. În plus, mulți comandanți au dezertat la abbasizi, a căror putere a reînviat sub conducerea competentă a fiului lui al-Muwaffaq, califul al-Mu'tadid (a domnit între 892-902). În cele din urmă, în decembrie 904, alți doi fii ai lui Ibn Tulun, Ali și Shayban, și-au ucis nepotul și au preluat controlul statului tulunid. Departe de a stopa declinul, acest eveniment a înstrăinat comandanții cheie din Siria și a dus la recucerirea rapidă și relativ fără opoziție a Siriei și Egiptului de către abbasizi sub conducerea lui Muhammad ibn Sulayman al-Katib, care a intrat în Fustat în ianuarie 905. Cu excepția Marii Moschei a lui Ibn Tulun, trupele abbaside victorioase au jefuit al-Qata'i și l-au ras de pe fața pământului.

### A doua perioadă abbasidă și perioada ikhșididă
Abbasizii au reușit să respingă invaziile fatimide din Egipt în 914-915 și 919-921.
În 935, după ce a respins un alt atac fatimid, comandantul turc Muhammad ibn Tughj a devenit conducătorul de facto al Egiptului cu titlul de al-Ikhșid. După moartea sa în 946, succesiunea fiului său Unujur a fost pașnică și de necontestat, datorită influenței puternicului și talentatului comandant-șef, Kafur. Unul dintre numeroșii sclavi negri africani recrutați de al-Ikhșid, Kafur a rămas ministrul suprem și conducătorul virtual al Egiptului în următorii 22 de ani, preluând puterea de sine stătător în 966 până la moartea sa, doi ani mai târziu. Încurajați de moartea sa, în 969 fatimizii au invadat și cucerit Egiptul, începând o nouă eră în istoria țării.

## Perioada fatimidă
Jawhar as-Siqilli a început imediat construcția unui nou oraș, Cairo, pentru a oferi cazare pentru armata pe care o adusese. Au fost construite imediat un palat pentru calif și o moschee pentru armată, care a rămas timp de multe secole centrul învățăturii musulmane. Cu toate acestea, karmațienii din Damasc, sub conducerea lui Hasan al-Asam, au avansat prin Palestina până în Egipt, iar în toamna anului 971, Jawhar s-a trezit asediat în noul său oraș. Printr-o ieșire în timp util, precedată de administrarea de mită către diverși ofițeri din oastea karmațiană, Jawhar a reușit să le aplice o înfrângere severă asediatorilor, care au fost nevoiți să evacueze Egiptul și o parte din Siria.
Între timp, califul al-Muizz a fost chemat să intre în palatul care fusese pregătit pentru el și, după ce a lăsat un vicerege să se ocupe de posesiunile sale occidentale, a sosit la Alexandria la 31 mai 973 și a început să-și instruiască noii supuși în forma particulară de religie (șiitismul) pe care o reprezenta familia sa. Întrucât aceasta era la origine identică cu cea profesată de karmațieni, el a sperat să obțină supunerea liderului lor prin argumente; dar acest plan nu a avut succes și a avut loc o nouă invazie în anul următor sosirii sale, iar califul s-a trezit asediat în capitala sa.
Karmații au fost forțați treptat să se retragă din Egipt și apoi din Siria prin câteva angajamente de succes și prin folosirea judicioasă a mitei, prin care au fost semănate disensiuni între liderii lor. Al-Muizz a găsit timp și pentru a lua unele măsuri active împotriva bizantinilor, cu care generalii săi au luptat în Siria cu grade diferite de succes. Înainte de moartea sa, a fost recunoscut drept calif la Mecca și Medina, precum și în Siria, Egipt și Africa de Nord până la Tanger.
În timpul vizirului al-Aziz, a existat o mare toleranță față de celelalte secte ale islamului și față de alte comunități, dar credința că creștinii din Egipt erau de partea împăratului bizantin și chiar au dat foc unei flote care era construită pentru războiul contra bizantinilor a dus la unele persecuții. Al-Aziz a încercat fără succes să intre în relații de prietenie cu conducătorul buwayhid din Bagdad și a încercat să intre în posesia orașului Alep, ca oraș-cheie al Irakului, dar acest lucru a fost împiedicat de intervenția bizantinilor. Posesiunile sale nord-africane au fost menținute și extinse, dar recunoașterea califului fatimid în această regiune a fost puțin mai mult decât nominală.

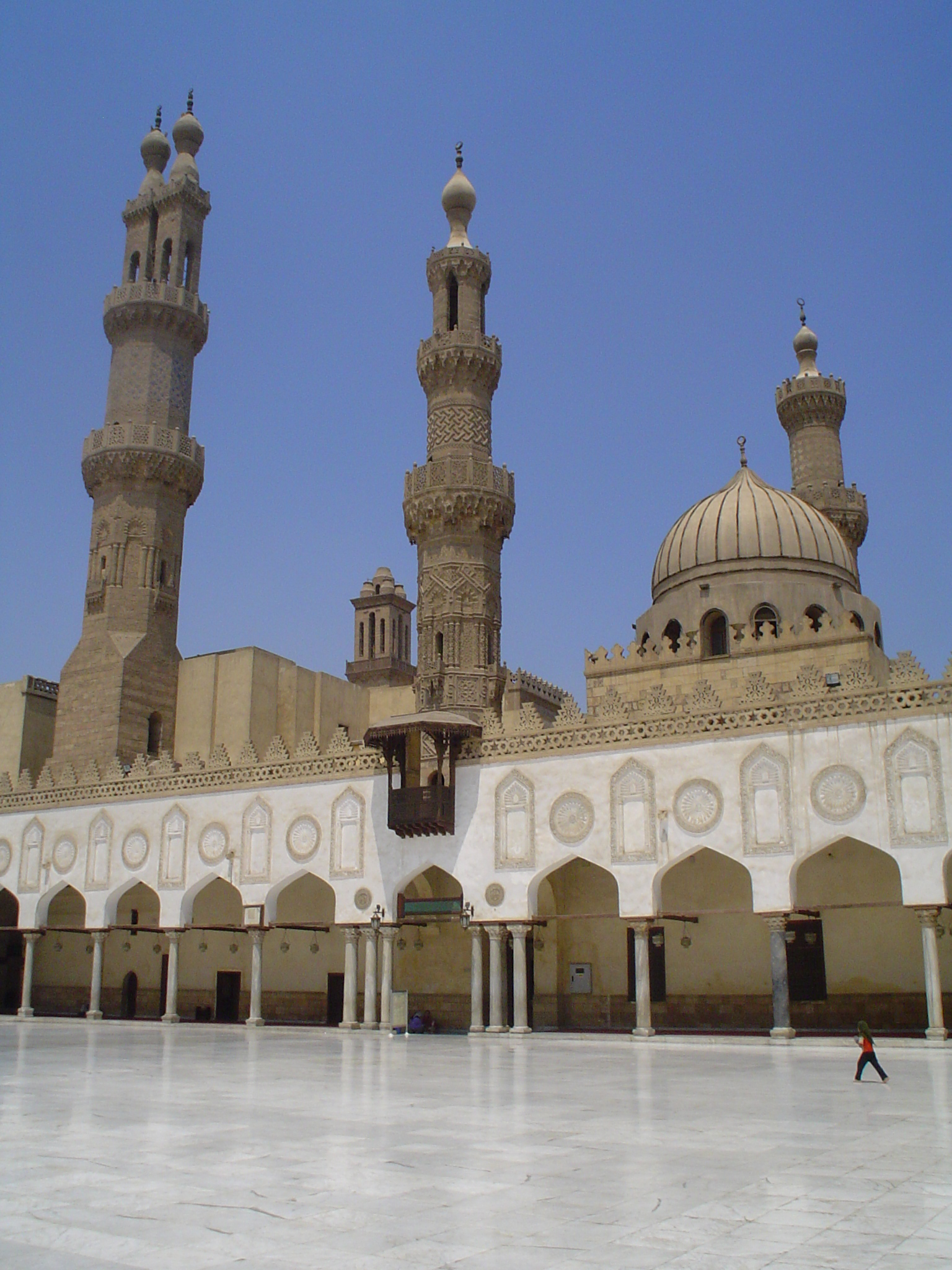
Moscheea Al-Azhar, Cairoul medieval.

Succesorul său, al-Hakim bi-Amr Allah, a urcat pe tron la vârsta de 11 ani, fiind fiul lui Aziz dintr-o mamă creștină. Conducerea afacerilor sale a fost viguroasă și de succes, iar el a încheiat o pace cu împăratul bizantin. Poate că este cel mai bine amintit pentru distrugerea Bisericii Sfântului Mormânt din Ierusalim (1009), o măsură care a contribuit la provocarea Cruciadelor, dar care a fost doar o parte a unui plan general de convertire cu forța a tuturor creștinilor și evreilor din stăpânirile sale la propriile opinii.
O soluție mai respectabilă, cu același scop, a fost construirea unei mari biblioteci la Cairo, cu numeroase dotări pentru studenți, după modelul unei instituții similare din Bagdad. Din motive necunoscute, al-Hakim a dispărut în 1021.
În 1049, dinastia Ziridă din Maghreb s-a întors la credința sunnită și a devenit supusă califatului din Bagdad, dar în același timp Yemenul a recunoscut califatul Fatimid. Între timp, Bagdadul a fost cucerit de turci, căzând în mâinile selgiucizilor lui Tughril Beg în 1059. Turcii au jefuit și Cairo în 1068, dar au fost alungați până în 1074. În acest timp, însă, Siria a fost invadată de un invadator aliat cu selgiucul Malik I, iar Damascul a fost pierdut definitiv în favoarea Fatimizilor. Această perioadă este de altfel memorabilă pentru ascensiunea Hashshashinilor, sau Asasinii.
În timpul Cruciadelor, al-Mustafa s-a menținut în Alexandria și i-a ajutat pe cruciați salvând Ierusalimul de artuchizi, facilitând astfel cucerirea acestuia de către cruciați în 1099. El a încercat să își recupereze greșeala avansând el însuși în Palestina, dar a fost învins în bătălia de la Ascalon și a fost obligat să se retragă în Egipt. Multe dintre posesiunile palestiniene ale Fatimizilor au căzut apoi succesiv în mâinile cruciaților.
În 1118, Egiptul a fost invadat de Balduin I al Ierusalimului, care a ars porțile și moscheile din Farama și a avansat până la Tinnis, când boala pe care o avea l-a obligat să se retragă. În august 1121, se spune că al-Afdal Shahanshah a fost asasinat pe o stradă din Cairo, cu complicitatea califului, care a început imediat să îi jefuiască casa, unde se spune că erau adunate comori fabuloase. Funcțiile de vizir au fost încredințate lui al-Mamn. Politica sa externă nu a fost mai norocoasă decât cea a predecesorului său, deoarece a pierdut Tir în favoarea cruciaților, iar o flotă echipată de el a fost înfrântă de venețieni.
În 1153 a fost pierdut Ascalon, ultima localitate din Siria pe care o dețineau fatimizii; pierderea sa a fost atribuită disensiunilor dintre grupurile din care era formată garnizoana. În aprilie 1154, califul al-Zafir a fost asasinat de vizirul său Abbas, potrivit lui Usamah, deoarece califul i-a sugerat favoritului său, fiul vizirului, să-și ucidă tatăl; a urmat un masacru al fraților lui Zafir, urmat de urcarea pe tron a fiului său mai mic Abul-Qasim Isa.
În decembrie 1162, vizirul Shawar a preluat controlul asupra orașului Cairo. Cu toate acestea, după numai nouă luni a fost nevoit să fugă la Damasc, unde a fost primit favorabil de prințul Nureddin, care a trimis cu el la Cairo o forță de kurzi sub comanda lui Asad al-din Shirkuh. În același timp, Egiptul a fost invadat de franci, care au efectuat raiduri cauzând multe pagube pe coastă. Shawar a recucerit Cairo, dar apoi a apărut o dispută cu aliații săi sirieni pentru posesia Egiptului. Shawar, fiind incapabil să facă față sirienilor, a cerut ajutorul regelui franc al Ierusalimului Amalric I, care s-a grăbit să-i vină în ajutor cu o mare forță, care s-a unit cu cea a lui Shawar și l-a asediat pe Shirkuh la Bilbeis timp de trei luni; la sfârșitul acestei perioade, datorită succeselor lui Nureddin în Siria, francii i-au acordat lui Shirkuh liberă trecere cu trupele sale înapoi în Siria, cu condiția ca Egiptul să fie evacuat (octombrie 1164).
Doi ani mai târziu, Shirkuh, un general kurd cunoscut sub numele de „Leul”, l-a convins pe Nureddin să îl pună în fruntea unei alte expediții în Egipt, care a părăsit Siria în ianuarie 1167; o armată francă s-a grăbit să vină în ajutorul lui Shawar. În bătălia de la Babain (11 aprilie 1167), aliații au fost înfrânți de forțele comandate de Shirkuh și de nepotul său Saladin, ce a fost numit prefect al Alexandriei, dar care s-a predat lui Shirkuh fără luptă. În 1168 Amalric a invadat din nou, dar întoarcerea lui Shirkuh i-a determinat pe cruciați să se retragă.
Shirkuh a fost numit vizir, dar a murit din cauza unei indigestii (23 martie 1169), iar califul l-a numit pe Saladin ca succesor al lui Shirkuh; noul vizir a declarat că deține funcția de adjunct al lui Nureddin, al cărui nume era menționat în cultul public după cel al califului. Nureddin l-a ajutat cu loialitate pe adjunctul său în confruntarea cu invaziile cruciaților în Egipt și i-a ordonat lui Saladin să înlocuiască numele califului abbasid cu cel fatimid în cultul public. Ultimul calif fatimid a murit la scurt timp după aceea, în septembrie 1171.

## Perioada ayyubidă

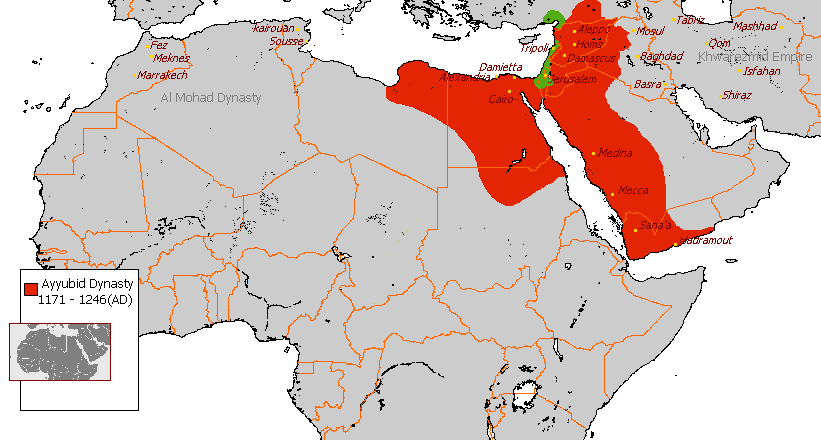
Imperiul Ayyubid în cea mai mare extindere a sa.

Saladin, un general cunoscut sub numele de „Leul”, a fost confirmat ca adjunct al lui Nureddin în Egipt, iar la moartea lui Nureddin, la 12 aprilie 1174, a preluat titlul de sultan. În timpul domniei sale, Damascul, și nu Cairo, a fost principalul oraș al imperiului. Cu toate acestea, el a fortificat Cairo, care a devenit centrul politic al Egiptului. În 1183 a fost momentul în care Saladin și-a consolidat dominația asupra Egiptului și a Siriei de Nord. O mare parte din timpul lui Saladin a fost petrecut în Siria, unde a luptat împotriva statelor cruciate, iar Egiptul a fost în mare parte guvernat de adjunctul său Karaksh.
Fiul lui Saladin, Uthman, i-a succedat în Egipt în 1193. Acesta s-a aliat cu unchiul său (fratele lui Saladin) Al-Adil I împotriva celorlalți fii ai lui Saladin, iar după războaiele care au urmat, Al-Adil a preluat puterea în 1200. A murit în 1218, în timpul asediului Damiettei din cadrul celei de-a cincea cruciade, și a fost succedat de Al-Kamil, care a pierdut Damietta în fața cruciaților în 1219. Cu toate acestea, el a oprit înaintarea lor spre Cairo prin inundarea Nilului, iar aceștia au fost nevoiți să evacueze Egiptul în 1221. Ulterior, Al-Kamil a fost obligat să cedeze diverse orașe din Palestina și Siria lui Frederic al II-lea, Împăratul Sfântului Imperiu Roman, în timpul celei de-a șasea cruciade, pentru a obține ajutorul acestuia împotriva Damascului.
Najm al-Din a devenit sultan în 1240. Domnia sa a fost marcată de recucerirea Ierusalimului în 1244 și de introducerea unei forțe mai mari de mameluci în armată. O mare parte din timpul său a fost petrecut în campaniile din Siria, unde s-a aliat cu horezmienii împotriva cruciaților și a ayyubizilor. În 1249 s-a confruntat cu o invazie a lui Ludovic al IX-lea al Franței (a șaptea cruciadă), iar Damietta a fost pierdută din nou. Najm al-Din a murit la scurt timp după aceasta, dar fiul său, Turanshah, l-a învins pe Ludovic și i-a alungat pe cruciați din Egipt. Turanshah a fost înlăturat curând de mameluci, care deveniseră „făuritori de regi” de la sosirea lor și care acum doreau puterea deplină pentru ei înșiși.

## Egiptul mameluc
Abordarea violentă a mamelucilor față de putere le-a adus o mare prosperitate politică și economică și i-a condus la a deveni conducătorii Egiptului. Perioada Egiptului mameluc a început cu Dinastia Bahri și a fost urmată de Dinastia Burji. Dinastia Bahri a domnit între 1250 și 1382, în timp ce dinastia Burji a durat între 1382 și 1517.
Contribuțiile culturale ale Imperiului Mamelucilor s-au întins pe mai mult decât pe plan religios. Literatura și astronomia au fost două subiecte pe care mamelucii le apreciau și la care participau intens. Erau o societate foarte alfabetizată și educată. Bibliotecile private erau un simbol al statutului în cultura mamelucilor. Unele dintre bibliotecile descoperite prezintă dovezi ale rămășițelor a mii de cărți.
Sfârșitul perioadei a fost provocat de foamete, tensiuni militare, boli și taxe ridicate.

### Dinastia Bahri

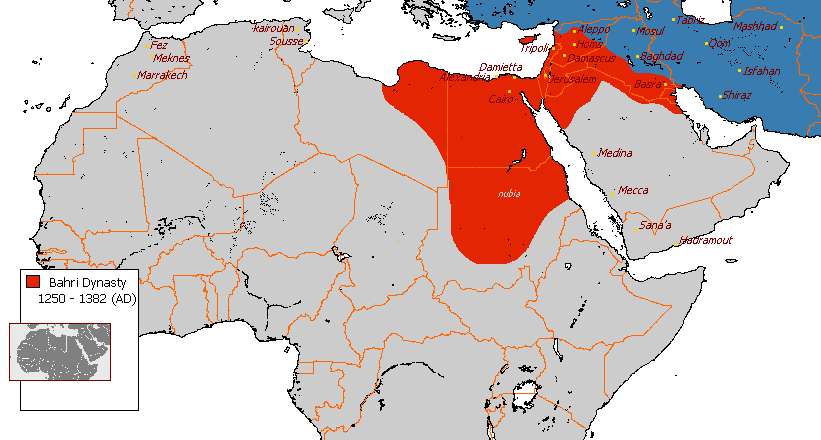
Dinastia Bahri - cea mai mare extindere

Sultanii mameluci au fost aleși dintre sclavii eliberați care formau curtea și care au devenit ei înșiși proprietari de sclavi, iar apoi au ajuns să conducă armata. Sultanii nu reușeau să formeze în mod eficient o nouă dinastie, lăsând de obicei în urmă copii care erau apoi înlăturați. În timpul de 132 de ani ai dinastiei Bahri (1250-1382) s-au perindat la putere 25 de sultani. Mulți au murit sau au fost uciși la scurt timp după ce au ajuns la putere; foarte puțini au trăit mai mult de câțiva ani în timpul domniei lor ca sultani. Primul dintre aceștia a fost Aybak, care s-a căsătorit cu Shajar al-Durr (văduva lui al-Salih Ayyub) și a început rapid un război cu regiunea actualei Sirii. A fost asasinat în 1257 și a fost succedat de Qutuz, care s-a confruntat cu un pericol tot mai mare din partea mongolilor.
Qutuz a învins armata hanului Hulagu în bătălia de la Ain Jalut din anul 1260, ceea ce i-a permis să recâștige întreaga Sirie, cu excepția bastioanelor cruciate. Pe drumul de întoarcere în Egipt după bătălie, Qutuz a murit și a fost succedat de un alt comandant, Baibars I, care a preluat sultanatul și a domnit din 1260 până în 1277. În 1291, al-Ashraf Khalil a capturat Acra, ultimul dintre orașele cruciate. Bahris a sporit foarte mult puterea și prestigiul Egiptului, construind Cairo dintr-un oraș mic într-unul dintre cele mai importante orașe din lume.
Din cauza asedierii Bagdadului de către mongoli în 1258, Cairo a devenit orașul central al lumii islamice. Mamelucii au construit o mare parte din prima arhitectură rămasă din Cairo, inclusiv multe moschei construite din piatră folosind linii lungi și impunătoare.
Începând cu 1347, populația, economia și sistemul politic egiptean au suferit distrugeri semnificative ca urmare a pandemiei de ciumă, ale cărei valuri au continuat să distrugă Egiptul până la începutul secolului al XVI-lea.
În 1377, o revoltă din Siria s-a extins în Egipt, iar guvernul a fost preluat de către cerchezii Berekeh și Barkuk. Barkuk a fost proclamat sultan în 1382, punând capăt dinastiei Bahri. El a fost expulzat în 1389, dar a recucerit Cairo în 1390, instaurând dinastia Burji.

### Dinastia Bujri
Dinastia Burji (1382-1517) s-a dovedit a fi deosebit de turbulentă, cu jocuri de putere politice care au avut ca rezultat sultani ce au domnit o scurtă perioadă de timp. În această perioadă, mamelucii au luptat împotriva lui Timur Lenk și au cucerit Cipru.
Epidemiile de ciumă au continuat să ruineze Egiptul când aceasta s-a răspândit în regiune în 1388-1389, 1397-1398, 1403-1407, 1410-1411, 1415-1419, 1429-1430, 1438-1439, 1444-1449, 1455, 1459-1460, 1468-1469, 1476-1477, 1492, 1498, 1504-1505 și 1513-1514.
Disputele politice constante au contribuit la incapacitatea de a rezista otomanilor, lucru care va duce la vasalizarea Egiptului sub conducerea sultanului otoman Selim I. Sultanul i-a învins pe mameluci și a capturat Cairo la 20 ianuarie 1517, transferând centrul puterii la Istanbul. Cu toate acestea, Imperiul Otoman i-a păstrat pe mameluci drept clasă conducătoare egipteană. Mamelucii și familia Burji și-au recăpătat o mare parte din influență, dar tehnic au rămas vasali ai otomanilor. Egiptul a intrat apoi în perioada de mijloc a Imperiului Otoman.